# Juha Sipilä
Juha Sipilä (ur. 25 kwietnia 1961 w Veteli) – fiński polityk i przedsiębiorca, poseł do Eduskunty, od 2012 do 2019 przewodniczący Partii Centrum, w latach 2015–2019 premier Finlandii.

## Życiorys
W 1980 zdał egzamin maturalny. W 1986 ukończył studia z zakresu inżynierii na Uniwersytecie w Oulu. Od 1989 obejmował kierownicze stanowiska w spółkach prawa handlowego, był m.in. CEO w ADC Solitra, Fortel Invest i grupie Elektrobit. Pełnił też szereg funkcji w radach nadzorczych fińskich przedsiębiorstw.
W czasach studenckich działał w organizacji młodzieżowej Partii Centrum, później przez lata nie angażował się w działalność polityczną. W 2011 z powodzeniem wystartował do Eduskunty w wyborach parlamentarnych w okręgu wyborczym obejmującym prowincję Oulu. W 2012 wygrał wybory na przewodniczącego Partii Centrum.
Kierowane przez niego ugrupowanie zwyciężyło w wyborach w 2015, Juha Sipilä z powodzeniem ubiegał się o poselską reelekcję. Jako lider zwycięskiej partii rozpoczął następnie negocjacje nad zawiązaniem nowej rządowej koalicji. 28 kwietnia 2015 został wybrany na tymczasowego przewodniczącego Eduskunty.
Ostatecznie koalicję rządzącą poza Partią Centrum zawiązały Partia Koalicji Narodowej urzędującego premiera Alexandera Stubba i prawicowa Partia Finów Timo Soiniego. 28 maja 2015 Eduskunta zatwierdziła Juhę Sipilę na stanowisku premiera. Następnego dnia prezydent Sauli Niinistö dokonał zaprzysiężenia członków rządu. W marcu 2019, na kilka tygodni przez kolejnymi wyborami, Juha Sipilä ogłosił dymisję rządu wobec niemożności przeprowadzenia reformy służby zdrowia.
W tym samym roku utrzymał mandat poselski na kolejną kadencję, kierowani przez niego centryści zajęli czwarte miejsce, tracąc kilkanaście miejsc w parlamencie. Partia Centrum pozostała w koalicji rządowej, Juha Sipilä urząd premiera sprawował do 6 czerwca 2019, kiedy to zastąpił go socjaldemokrata Antti Rinne. 5 września tegoż roku na funkcji przewodniczącego partii zastąpiła go Katri Kulmuni.

## Życie prywatne
Juha Sipilä jest żonaty, ma pięcioro dzieci.

## Odznaczenia
- Krzyż Wielki Orderu Sokoła Islandzkiego (Islandia, 2018)[10]